# Luka Marasović
Luka Marasović (Split, 29. srpnja 1905. – ?) bio je hrvatski veslač i dugogodišnji trener, koji je ostavio dubok trag u veslačkim klubovima Gusar i Mornar u Splitu. Smatra se jednim od najuspješnijih trenera u povijesti splitskog veslanja.

### Rani život i početci u veslanju
Luka Marasović rođen je 29. srpnja 1905. godine u Splitu. Veslanjem se počeo baviti 1930. godine u Veslačkom klubu Gusar. Njegovi prvi veslački koraci bili su povezani sa slučajnim sudjelovanjem u pripremama jarma. Kao mladić bio je vezan za poljoprivredne poslove, uključujući prikupljanje drva na Matejuški, što je bio dio tradicionalnih obveza članova kluba.
Već 1930. godine bio je član posade osmerca Gusara koja je osvojila državno prvenstvo. Kada je jedan od veslača bio spriječen, Luka je pristao sudjelovati u finalnoj utrci i pridonio pobjedi tima. Prijatelji su ga nagovorili da se ozbiljnije posveti veslanju, te je ubrzo postao istaknuti član Gusara.

### Sportska karijera
Godine 1931. Marasović je preuzeo ulogu službenog veslača u utrkama s osmercima i četvercima. Na veslačkom prvenstvu u Mariboru iste je godine osvojio prvo mjesto u disciplini četverca s kormilarom, što je bio jedan od najvećih uspjeha kluba do tada. Zahvaljujući tom rezultatu, Gusar je postao jedan od najboljih klubova u tadašnjoj Kraljevini Jugoslaviji. Klub se pod njegovim vodstvom plasirao i na Europsko prvenstvo u veslanju, čime je stekao međunarodno priznanje.

### Trenerski rad
Marasović je nakon završetka svoje natjecateljske karijere ostao aktivan u veslanju, posvetivši se trenerskom radu. Njegovo povlačenje iz aktivnog sporta bilo je kratkotrajno, jer se već iste godine, na nagovor prijatelja veslača, uključio u osnivanje novog kluba HVK. Bio je zadužen za pronalazak lokacije za izgradnju klupskih prostorija. Klub se smjestio na Marjanu, gdje je Luka Marasović nastavio raditi s veslačima.
Jedan od njegovih najvažnijih projekata bio je razvoj VK Mornar, gdje je ostavio dubok trag kao trener i mentor. Sudjelovao je u izgradnji tradicije kluba i podizanju kvalitete veslanja u Splitu i šire.

### Kasniji rad i nasljeđe
Marasović je bio aktivan i u obnovi VK Gusar nakon Drugog svjetskog rata, kada je klub ponovno počeo s radom 1949. godine. Sve do kraja života bio je angažiran kao član raznih veslačkih odbora i komisija, predano radeći na razvoju veslačkog sporta.